# Нове Блоново
Нове Блоново (пол. Nowe Błonowo) — село в Польщі, у гміні Ласін Ґрудзьондзького повіту Куявсько-Поморського воєводства.
Населення — 113 осіб (2011).
У 1975-1998 роках село належало до Торунського воєводства.

## Демографія
Демографічна структура станом на 31 березня 2011 року:
|          | Загалом | Допрацездатний вік | Працездатний вік | Постпрацездатний вік |
| -------- | ------- | ------------------ | ---------------- | -------------------- |
| Чоловіки | 57      | 14                 | 39               | 4                    |
| Жінки    | 56      | 20                 | 28               | 8                    |
| Разом    | 113     | 34                 | 67               | 12                   |